# Campanha Nacional de Escolas da Comunidade
A Campanha Nacional de Escolas da Comunidade ou Rede CNEC é uma rede de ensino brasileira, criada em Recife pelo educador Felipe Thiago Gomes em 1943. A rede mantinha em 2015 um total de 268 escolas de Educação Básica e 19 instituições de Ensino Superior em todo o Brasil, atendendo mais de cem mil alunos. As instituições da rede são chamadas "cenecistas".

## História
A Campanha Nacional das Escolas da Comunidade foi fundada em 1943, na cidade de João Pessoa, pelo picuiense Felipe Tiago Gomes. A partir de 1960, quando torna-se Membro Diretor da Associação Brasileira de Educação, passa a dedicar-se exclusivamente às ações da CNEC.
Felipe Tiago fundou, juntou com outros estudantes universitários no Recife, em 1943, a Campanha do Ginasiano Pobre, célula embrionária da Campanha Nacional de Escolas da Comunidade - CNEC, com a proposta de estender o projeto para vários estados do Brasil, adentrar o interior de cada um deles, em cidades e lugarejos onde na sua maioria, a presença do ensino público não se fazia presente.
Pelo registro oficial da CNEC constam como fundadores da Campanha do Ginasiano Pobre, antecessora da CNEC: Alcides Rodrigues de Sena, Carlos Luiz de Andrade, Eurico José Candengue, Joel Pontes, Everaldo Luna, Florisval Silvestre Neto e José Rafael de Menezes, além do seu inspirador, Felipe Tiago Gomes.(Dados coletados da revista comemorativa dos 60 anos da CNEC, de novembro de 2003). Hoje, constitui-se como a maior rede de ensino do país.
A Campanha Nacional de Escolas da Comunidade (CNEC) é uma rede brasileira de educação que atende desde a pré-escolaridade até a pós-graduação, passando por cursos de graduação em Faculdades independentes. A CNEC tem 20 faculdades, 77 cursos superiores, 264 escolas, 15.649 universitários, 130.800 alunos de educação básica e é presente em 21 estados brasileiros.
No período de atuação de seu fundador, a CNEC foi presidida por personagens influentes no cenário político e social brasileiro. Foram presidentes da Instituição: ex-Senador Henrique La Roque, ex-Deputado Paulo Sarasate, ex-Ministro Alcides Vieira Carneiro, ex-Senador Aderbal Jurema, dentre outras pessoas ilustres que abraçaram a causa cenecista. Anos antes de seu falecimento, o Professor Felipe Tiago Gomes dimensionou a Presidência da Entidade para ex-alunos da CNEC. Como exemplo, pode-se citar o Professor Augusto Ferreira Neto e o Senador da República Renan Calheiros. Atualmente, a CNEC é presidida por Alexandre Santos, ex-aluno e Deputado Federal.
Em 2019, a empresa vem passando por dificuldades financeiras.